# Бру (група народів)
Бру — група споріднених народів з числа гірських кхмерів: маконги (со), західні бру, катанги, східні бру (чи, бру-ванк'єу). Часто розглядаються як один народ. Їх культури та мови схожі, але кожен з них має окрему етнічну ідентичність.
Бру буквально означає «горяни». Розселені в гірських районах на півдні Лаосу та в сусідніх районах В'єтнаму та Таїланду. Належать до автохтонного населення Центрального Індокитаю.

## Чисельність
Офіційна статистика Лаосу розрізняє народи маконг, катанг та чи, які належать до числа бру. За даними перепису 2015 року чисельність маконгів (включаючи західних бру) становила 163 285 осіб, катангів — 144 255 осіб і чи (східних бру) — 37 446 осіб. Серед офіційно визнаних етнолінгвістичних груп В'єтнаму є бру-ванк'єу (східні бру). Їх чисельність за даними перепису 2009 року становила 74 506 осіб. У Таїланді близько 70 тис. носіїв мови со (2006, Mahidol University) та ще близько 20 тис. носіїв мови західна бру (1991). Загальна чисельність народів бру становить близько 510 тис. осіб.

## Мова
Говорять мовами со (код ISO 639-36: sss), західна бру (код ISO 639-3: brv), північна катанг (код ISO 639-3: ncq) і південна катанг (код ISO 639-3: sct), кхуа (код ISO 639-36: xhv) та східна бру (код ISO 639-36: bru), що належать до західної групи катуйських мов (мон-кхмерська гілка австроазійських мов). Володіють також лаоською або в'єтнамською чи тайською.

## Релігія
Поряд із буддизмом зберігають традиційні вірування: культ предків, культи духу рису, вогню. Існував звичай принесення в жертву буйволів.

## Культура
Основне заняття — ручне підсічно-вогневе землеробство, вирощують рис, кукурудзу, боби. До традиційних занять належать також рибальство, збиральництво, мисливство, ремесло (зокрема плетення).
Традиційні поселення мають кільцеве планування. По центру розташовується громадська хата (кхоан). Хати ставлять на палях, вони мають двосхилий дах з прикрасою у вигляді птаха або рогу буйвола на гребені.
Традиційний одяг із лубу, сучасний — з тканин.
Основна їжа — рис та кукурудза.
Народна творчість бру багата на пісні, міфи та легенди.